# Takuya Fujiwara
Takuya Fujiwara (藤原 拓也 Fujiwara Takuya?), född 18 december 1992 i Tokushima prefektur, är en japansk fotbollsspelare.
Fujiwara började sin karriär 2015 i Azul Claro Numazu. Han spelade 114 ligamatcher för klubben. 2020 flyttade han till Gainare Tottori.